# 3863 Gilyarovskij
3863 Gilyarovskij eller 1978 SJ3 är en asteroid i huvudbältet som upptäcktes den 26 september 1978 av den sovjetisk-ryska astronomen Ljudmila Zjuravljova vid Krims astrofysiska observatorium på Krim. Den är uppkallad efter den ryske författaren Vladjmir Giljarovskij.
Asteroiden har en diameter på ungefär sex kilometer.